# Нурія Монтеро
Нурія Монтеро (ісп. Nuria Montero; нар. 8 жовтня 1978) — колишня іспанська тенісистка.
Найвищу одиночну позицію світового рейтингу — 297 місце досягла 26 січня 1998, парну — 193 місце — 30 вересня 1996 року.
Здобула 1 одиночний та 11 парних титулів.

## Фінали ITF
| Легенда         |
| --------------- |
| турніри $25,000 |
| турніри $10,000 |

### Одиночний розряд: 3 (1–2)
| Результат | Ранг | Дата            | Турнір                  | Покриття | Суперниця                 | Рахунок  |
| --------- | ---- | --------------- | ----------------------- | -------- | ------------------------- | -------- |
| Перемога  | 1.   | 11 травня 1997  | ITF Тортоса, Іспанія    | Ґрунт    | Вероніка Стеле            | 6–3, 6–1 |
| Поразка   | 1.   | 13 липня 1997   | ITF Віго, Іспанія       | Ґрунт    | Кончіта Мартінес Гранадос | 2–6, 4–6 |
| Поразка   | 2.   | 14 вересня 1997 | ITF Мольєрусса, Іспанія | Ґрунт    | Кіра Надь                 | 1–6, 0–6 |

### Парний розряд: 14 (11–3)
| Результат | Ранг | Дата            | Турнір                 | Покриття | Партнерка            | Суперниці                                | Рахунок          |
| --------- | ---- | --------------- | ---------------------- | -------- | -------------------- | ---------------------------------------- | ---------------- |
| Перемога  | 1.   | 8 травня 1995   | ITF Балагер, Іспанія   | Ґрунт    | Марта Кано           | Роса Марія Перес Марія Санчес Лоренсо    | 6–1, 6–2         |
| Перемога  | 2.   | 14 травня 1995  | ITF Мульєт, Іспанія    | Ґрунт    | Марта Кано           | Маріана Еберле Ванесса Менга             | 7–5, 6–4         |
| Перемога  | 3.   | 4 червня 1995   | ITF Севілья, Іспанія   | Ґрунт    | Марта Кано           | Мотідзукі Хіроко Міяуті Місумі           | 6–7(4), 6–4, 6–4 |
| Перемога  | 4.   | 17 вересня 1995 | ITF Марсель, Франція   | Ґрунт    | Марта Кано           | Наталі Каллен Патрісія Монґозі           | 6–4, 6–1         |
| Перемога  | 5.   | 17 березня 1996 | ITF Сарагоса, Іспанія  | Ґрунт    | Еліса Пенальво       | Ева Бес Лаура Гарсія-Пакуаль             | 3–6, 6–3, 7–5    |
| Перемога  | 6.   | 12 травня 1996  | ITF Сантандер, Іспанія | Ґрунт    | Марта Кано           | Жуана Педрозу Ана Салас Лосано           | 6–4, 6–4         |
| Перемога  | 7.   | 2 червня 1996   | ITF Барселона, Іспанія | Ґрунт    | Марта Кано           | Дезіре Лойпольд Хісела Рієра             | 7–5, 3–6, 6–1    |
| Поразка   | 1.   | 21 липня 1996   | ITF Більбао, Іспанія   | Ґрунт    | Марта Кано           | Алісія Ортуньйо Вероніка Стеле           | 3–6, 4–6         |
| Поразка   | 2.   | 1 грудня 1996   | ITF Майорка, Іспанія   | Ґрунт    | Марта Кано           | Міхаела Гасанова Мартіна Неделькова      | 3–6, 5–7         |
| Перемога  | 8.   | 4 травня 1997   | ITF Балагер, Іспанія   | Ґрунт    | Лурдес Домінгес Ліно | Селесте Контін Кончіта Мартінес Гранадос | 0–6, 6–2, 6–4    |
| Перемога  | 9.   | 11 травня 1997  | ITF Тортоса, Іспанія   | Ґрунт    | Марта Кано           | Міріам Д'Агостіні Вероніка Стеле         | 6–3, 1–6, 6–4    |
| Перемога  | 10.  | 13 липня 1997   | ITF Віго, Іспанія      | Ґрунт    | Лурдес Домінгес Ліно | Кончіта Мартінес Гранадос Хісела Рієра   | 6–3, 6–0         |
| Перемога  | 11.  | 5 жовтня 1997   | ITF Льєйда, Іспанія    | Ґрунт    | Лурдес Домінгес Ліно | Карлейн Бейс Ноелія Серра                | 6–7(1), 6–2, 6–1 |
| Поразка   | 3.   | 12 жовтня 1997  | ITF Жирона, Іспанія    | Ґрунт    | Лурдес Домінгес Ліно | Кончіта Мартінес Гранадос Хісела Рієра   | 6–2, 3–6, 4–6    |